# 鶴舞公園
鶴舞公園（つるまこうえん）は、愛知県名古屋市昭和区鶴舞（つるまい）一丁目にある、名古屋市が管理する都市公園。名古屋市が最初に設置した公園である。国の登録記念物（名勝地関係）に登録されている。春は桜の名所として知られ、日本さくら名所100選にも選定されている。

## 概要

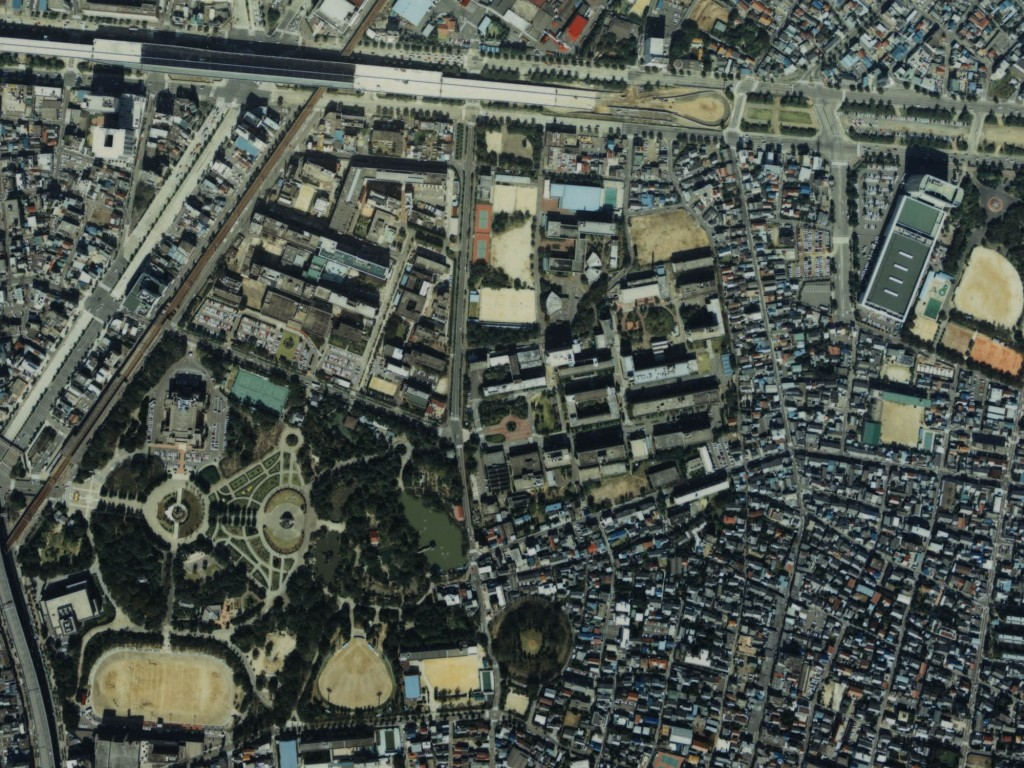
上空から見た鶴舞公園（画像左下部分・1987年）。

1909年（明治42年）に開設された名古屋市が設置した初の公園。名古屋市では1893年（明治26年）に公園設置臨時委員会が設けられたが、精進川改修工事及び1910年（明治43年）に第10回関西府県連合共進会が開催されることになり会場の整備が必要となったことでようやく具体化した。名古屋市による公園設置の申請手続は1907年（明治40年）1月26日付けで行われた。当地に立地した理由は、予定していた新堀川整備に伴う大量の土砂の処理のために、当時沼地であった当地を埋め立てて整備するのが効率的と考えたからである。
なお、名古屋市内には既に大光院の南の清寿院があった跡に1879年（明治12年）に県営の浪越公園が開設されていた。しかし、鶴舞公園の開園に伴い、県営の浪越公園は1909年（明治42年）1月29日告示により廃止された。公園機能は鶴舞に移転したが、1910年（明治43年）12月26日に県から市に一部の土地が譲渡され古墳の跡が残る浪越公園跡にも小公園が再整備された（那古野山公園、のちの那古野山古墳公園）。

### 整備
公園としての本格的な造園工事は共進会が終了した後に始まった。動物園の開園（後に東山に移転）、図書館建設、普選記念壇（普通選挙制度の成立を記念）を名古屋新聞社（現・中日新聞社）より寄贈、名古屋市公会堂の建設（昭和天皇の成婚記念）と整備した。
和洋折衷の大公園が完成したのは1920年（大正9年）頃といわれている。
戦後の一時期は進駐軍が使用し、市民の利用を制限した。現在では八幡山古墳を除く全域を市民に開放している。春から夏にかけては、桜、チューリップ、バラ、菖蒲、紫陽花と多くの花を見ることができ、4月から6月にかけては花まつりを開催する。
園内にはラジオ体操やコスプレ撮影、スマートフォンゲーム「ポケモンGO」を楽しむ人たちも多くみられる。

### 名称
鶴舞公園の呼称は1909年（明治42年）11月19日の名古屋市の告示で「つるまこうえん」と定められた。鶴舞の地名の語源は諸説あって明らかでないが、呼称が確認できる最も古い資料である『愛知県郡町村字名調』（1882年）には「東鶴舞（ヒガシツルマイ）」という記載がある。小学校（名古屋市立鶴舞小学校）の名称は鶴舞公園と同じく「つるま」となっているが、住居表示や駅名（鶴舞駅）では「つるまい」となっていて呼称が混在している。そのため「つるまいこうえん」と呼ぶ者も多い。一部の携帯電話などでは「つるまいこうえん」と入力しないと正しく変換しないことがある。「つるまい」に造られた公園の名称が何故「つるま」になったのかは資料が無く不明である。
例えば愛知県出身の山本正之が作詞作曲した、名古屋を代表するタレント、シンガーソングライターであるつボイノリオの「名古屋はええよ!やっとかめ」でも「つるまい公園に集まってよ」と歌っている。
つボイ自身もあまり気にしていない様子で、「音符的には合っている」事が「つるま」でなく「つるまい」になった理由と語っている。アシスタントの小高直子に「つるみゃあにしといたら？」と提案され、歌う際にバージョンアップしようかと語っていた。
公園の名称は、名古屋市参事会において検討された際には「貴一公園」「東部公園」「名古屋公園」「砦山公園」「鶴舞公園」といった案が出された中から検討されたものであるという。

## 構造
公園の西側は起伏の少ない地形を活かした西洋風の回遊式庭園だが、公園の東側はもともとの緩やかな丘陵の地形を活かした日本風の土と水と緑が多様な表情をみせる自然の庭園になっている。公園の西中央付近にある鶴舞駅（JR鶴舞駅南口）から公園に入ると、正面に噴水塔が位置している。すぐ南に普選記念壇があり、公園のほぼ中央にあたる。その東に奏楽堂が位置し、東北に北花壇、南東に南花壇が広がる。その先は、竜ヶ池や胡蝶ヶ池などの池が点在する。北西の端にはテニスコートがあり、名古屋市公会堂が北端に位置する。入口の南にはグリーンプラザ、その南に中央図書館があり、陸上競技場は勤労会館に面する南西の角、その東側には児童遊園を挟んで野球場があり、鶴舞（つるま）小学校と接する。

## 歴史

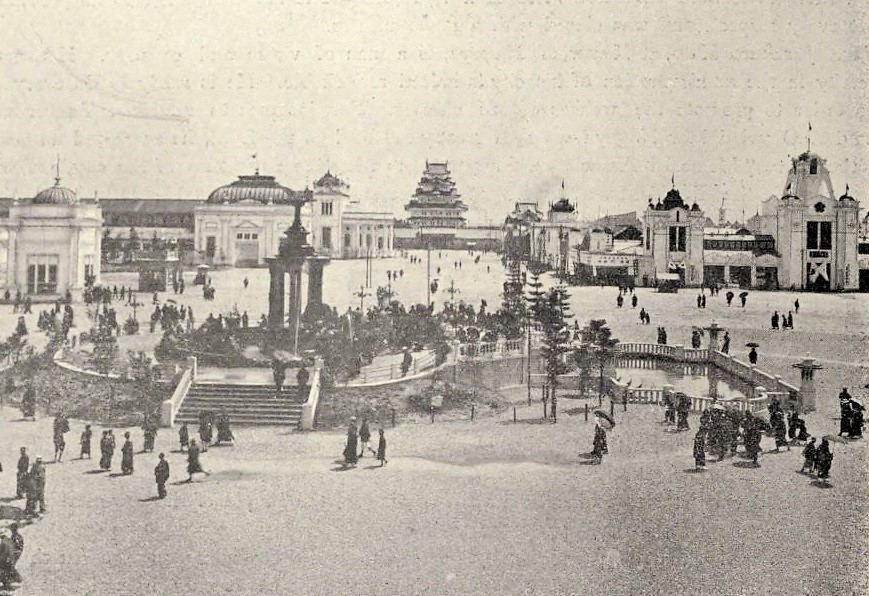
鶴舞公園 1910年

- 1909年（明治42年） - 開設。同時期に愛知郡御器所村の一部を名古屋市に編入。
- 1910年（明治43年） - 第10回関西府県連合共進会（博覧会）が開催。名古屋開府300年記念の噴水塔を建設の他、金閣寺を模した聞天閣とキリンビールのビヤホールの2つの建物を始め奏楽堂、鈴菜橋など博覧会の為に複数の建物を建設。
- 1914年（大正3年） - 電車焼き討ち事件（名古屋電気鉄道市内線の運賃値下げ問題に端を発する）
- 1918年（大正7年） - 動物園開園（1937年に東山に移転）。8月、米騒動発生。
- 1923年（大正12年） - 図書館開館（後に戦災で焼失）。
- 1928年（昭和3年） - 普通選挙法施行を記念して普選記念壇（普選壇）が名古屋新聞社（現：中日新聞社）から寄贈される。同年、9月15日から11月30日の77日間、御大典奉祝名古屋博覧会が開催される[WEB 4]。この博覧会開催の際、現在の鶴舞駅の場所に臨時停車場として鶴舞公園駅が設置された。名古屋レール・アーカイブスに当時のポスターが残っているが、それによると臨時停車場の駅名の読みは「つるまひこうゑん」となっており、何故公園の名称と違うのかは不明である。
- 1930年（昭和5年） - 公会堂建設。
- 1934年（昭和9年） - 室戸台風により奏楽堂が倒壊。
- 1937年（昭和12年） - 国鉄中央本線鶴舞駅開業（中央本線の本区間の開業は1900年）。奏楽堂が再建。
- 1945年（昭和20年） - 名古屋大空襲により国宝猿面茶席他、博覧会の時の解体保管中の聞天閣など複数の建造物を焼失。
- 戦後、進駐軍が利用。
- 1952年（昭和27年） - 市立図書館が再建。
- 1977年（昭和52年） - 地下鉄鶴舞線開通。
- 1997年（平成9年） - 奏楽堂が開園当時の様式で再建。
- 2018年（平成30年） - クラブハウス付多目的グラウンド施設テラスポ鶴舞オープン。
- 2023年（令和5年） - 商業施設TSURUMA GARDEN（ツルマ ガーデン）オープン[WEB 5]。

## 施設等
- 名古屋市公会堂 - ネーミングライツにより2024年4月より愛称が岡谷鋼機名古屋公会堂となっている
- 名古屋市鶴舞中央図書館
- 鶴舞グリーンプラザ
- 鶴舞公園噴水塔 - 1986年に名古屋市指定文化財[WEB 6]、1989年に名古屋市都市景観重要建築物等に指定[WEB 7]
- 普選記念壇 - 1986年に名古屋市指定文化財[WEB 6]、1989年に名古屋市都市景観重要建築物等に指定[WEB 7]
- 奏楽堂
- 竜ヶ池
- 鶴々亭 - 昭和初期の茶室。2014年12月25日、認定地域建造物資産として登録[WEB 8]
- 百華庵 - 大正末期の茶室。2014年12月25日、認定地域建造物資産として登録[WEB 8]
- ヌンクヌスク鶴舞公園 - カフェ。2014年2月6日、登録地域建造物資産として登録[WEB 9]
- 野球場（1面）[7]
- テラスポ鶴舞（クラブハウス付多目的グラウンド施設）

かつては土のグラウンドの陸上競技場だった（2017年まで）。
テニスコート（4面）
- 八幡山古墳
- 加藤高明像跡（台座のみ現存）
- ベビーゴルフ場（2022年3月閉鎖[9]）

第二次世界大戦後、公園を接収したGHQにより、胡蝶ヶ池の北半分を埋め立てて造成されたベビーゴルフ場に起源を持つ。1952年（昭和27年）の市への返還後、胡蝶ヶ池復元により一旦消滅したものの、1962年（昭和37年）に位置を変えて再開した。1ホールが10メートルから20メートルで、全9ホールからなる。
- バラ園

バラ園内に設置されているブロンズ製の「ベアトリーチェ」像はイタリアの作家フランチェスコ・メッシーナによるもので、1958年の夏にカラーラの海岸で作家が出会った9歳の少女をモデルにしたものであるという。像自体は145センチメートルだが、台座が60センチメートルある。評価額は1800万円で、1986年（昭和61年）4月9日から公開されている。
- TSURUMA GARDEN（カフェやレストランが入居する商業施設）

## ギャラリー

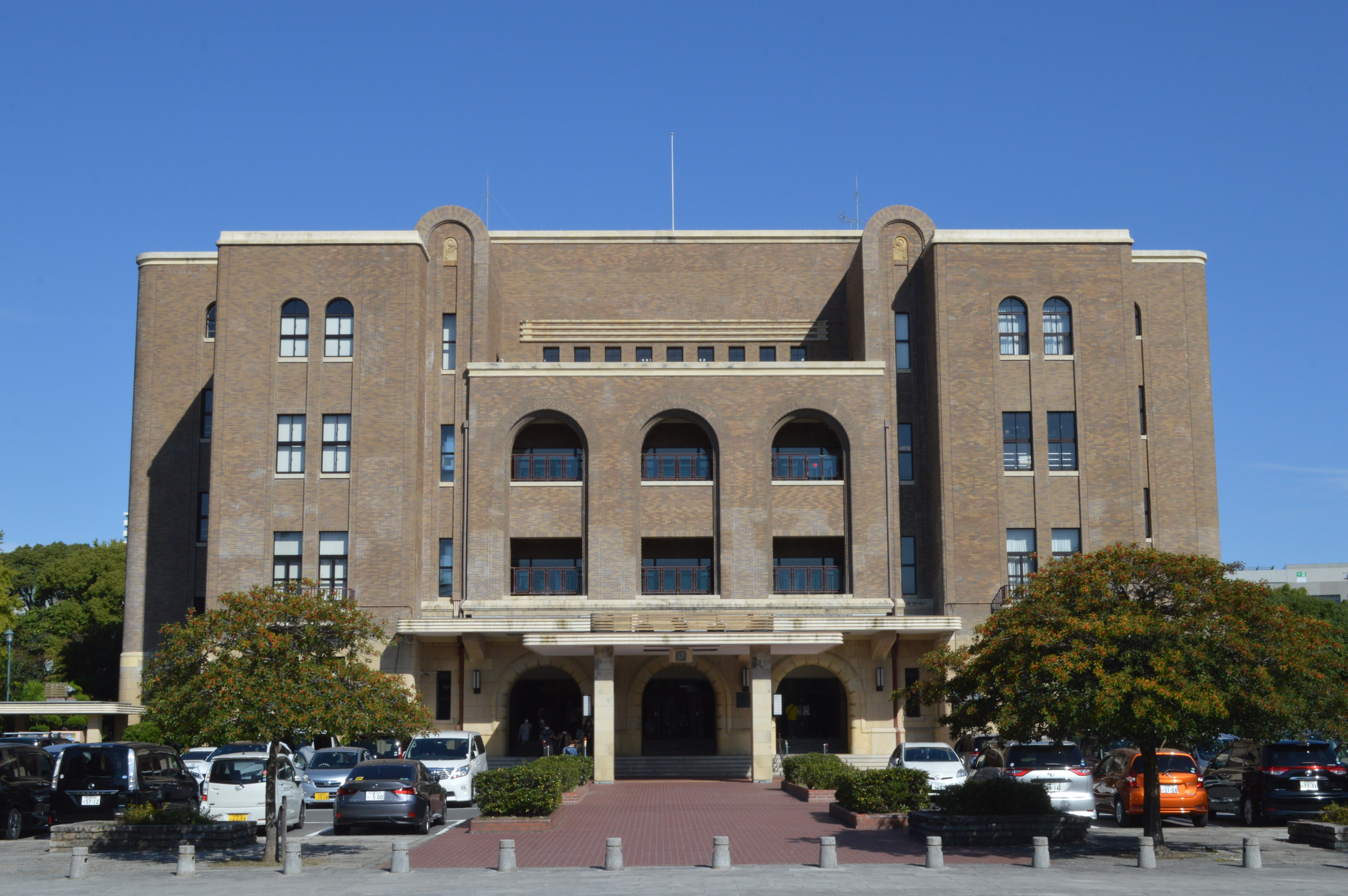
名古屋市公会堂 （2020年（令和2年）10月）
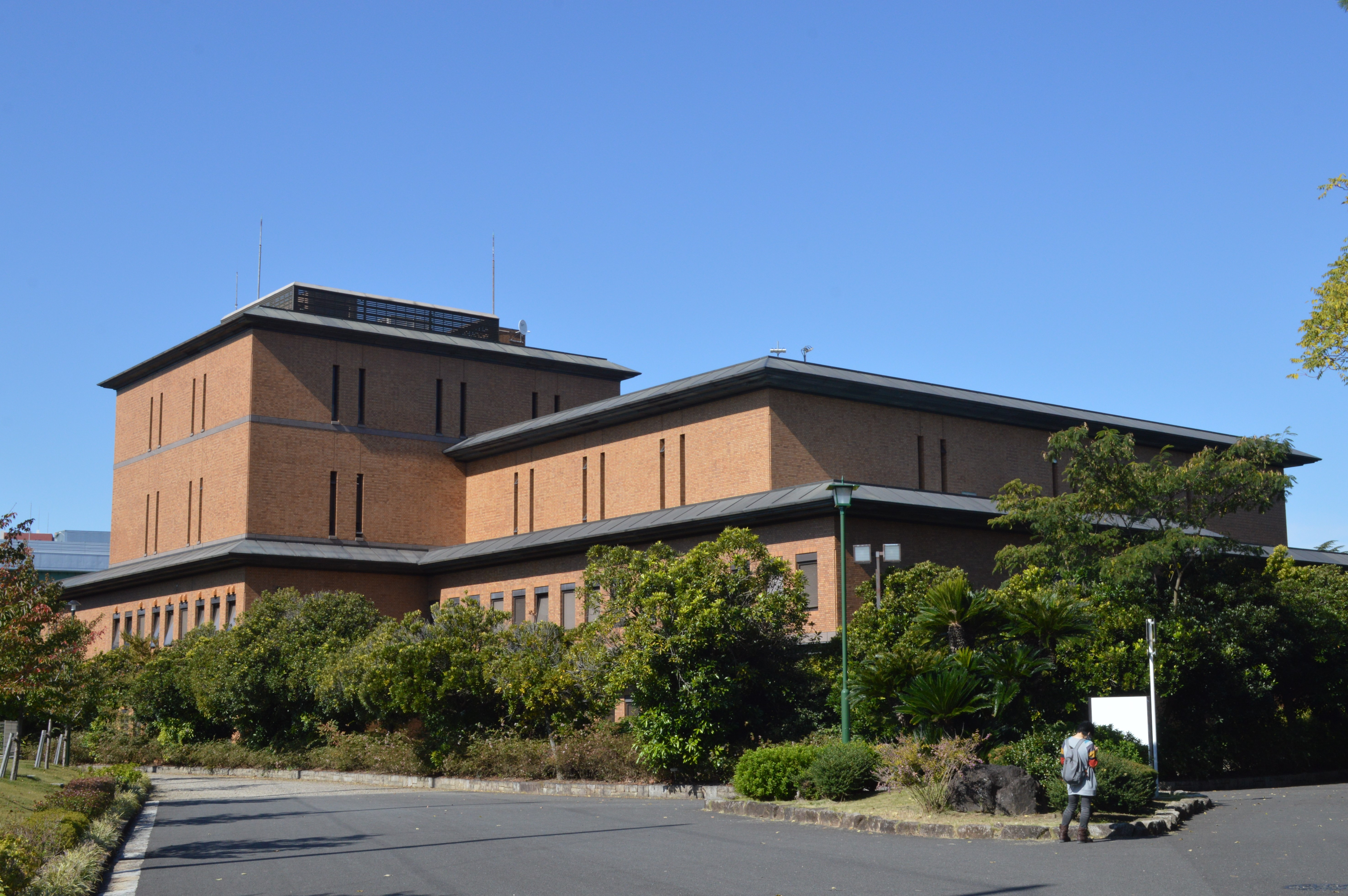
名古屋市鶴舞中央図書館 （2020年（令和2年）10月）
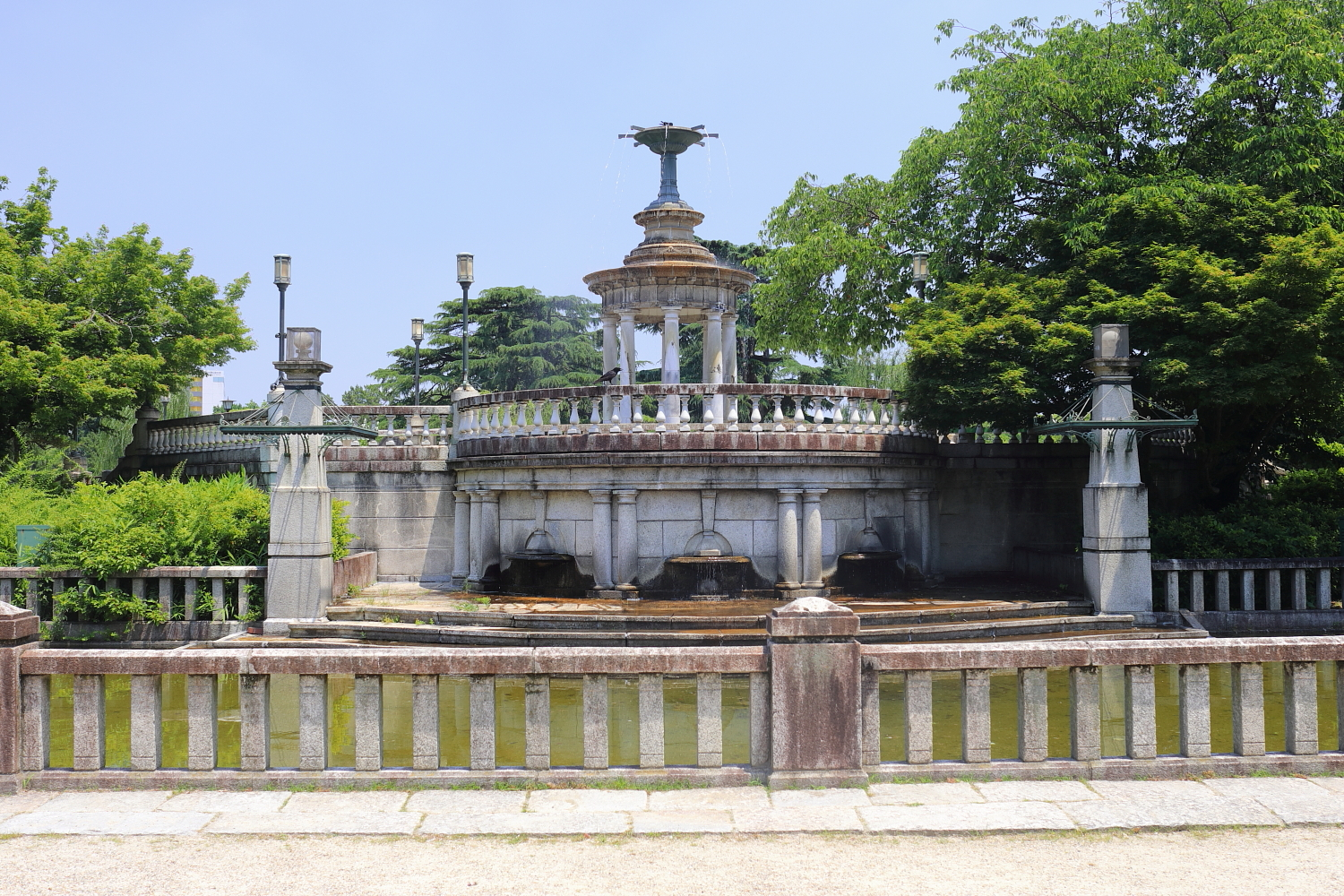
鶴舞公園噴水塔 （2021年（令和3年）6月）
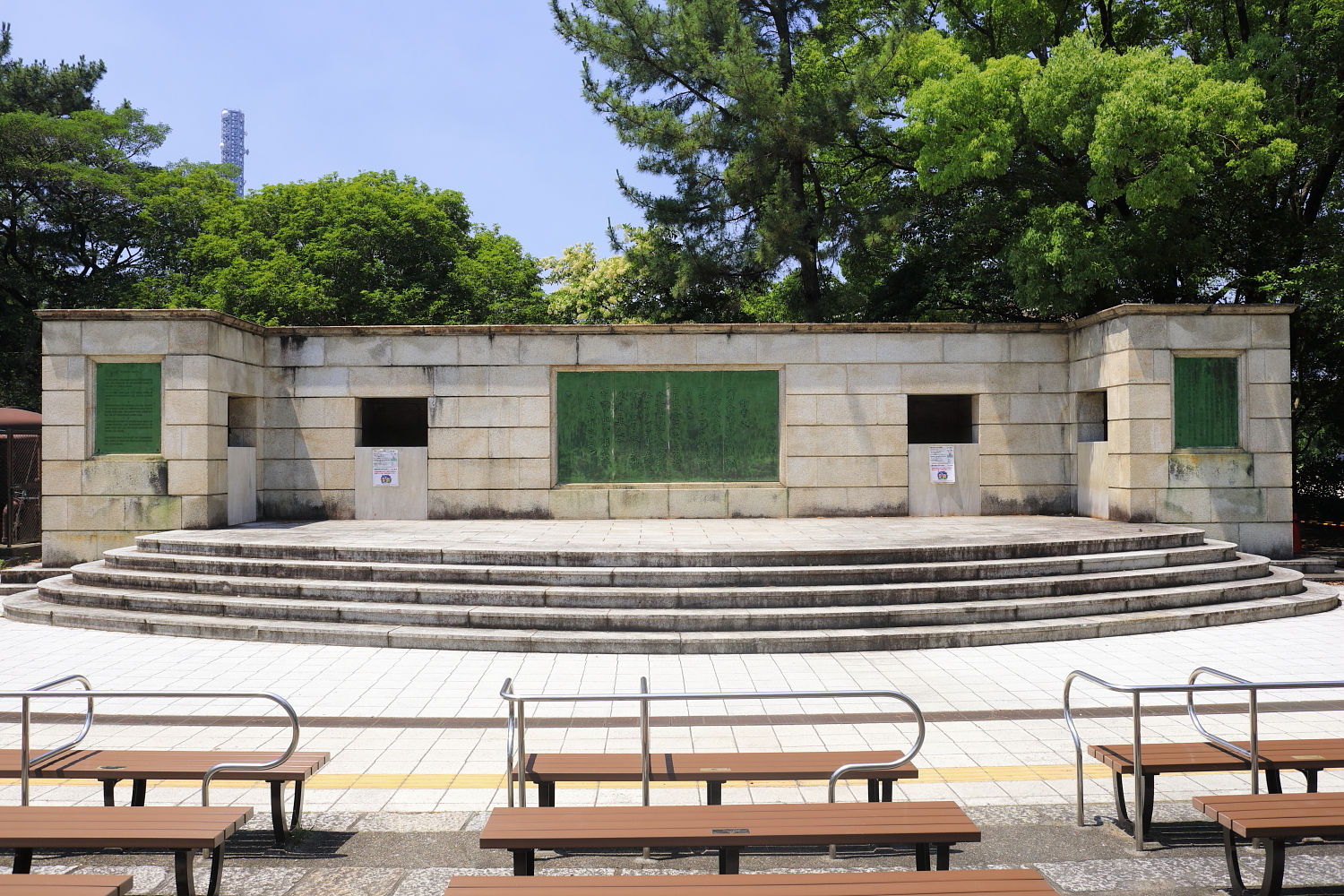
普選記念壇 （2021年（令和3年）6月）
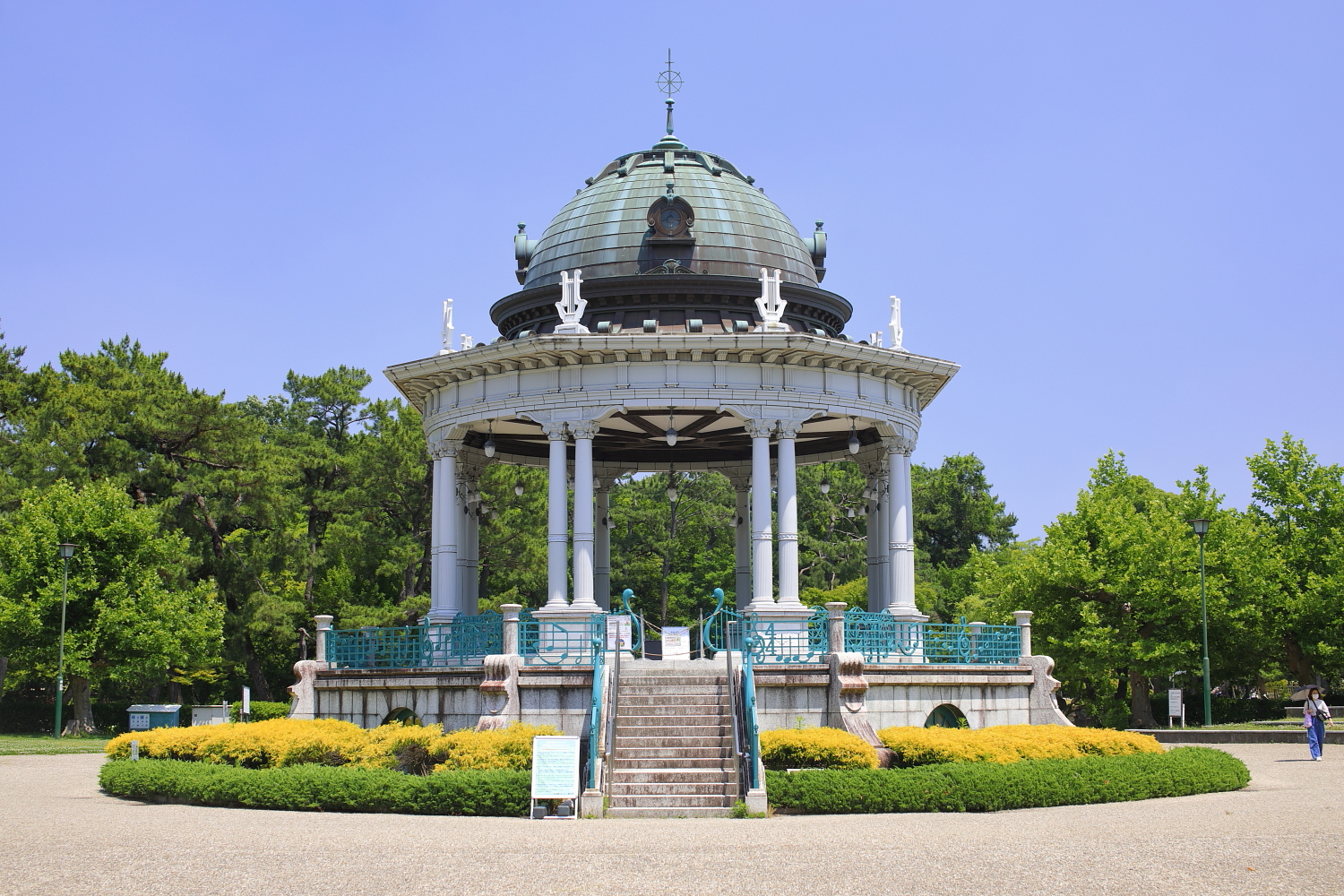
奏楽堂 （2021年（令和3年）6月）
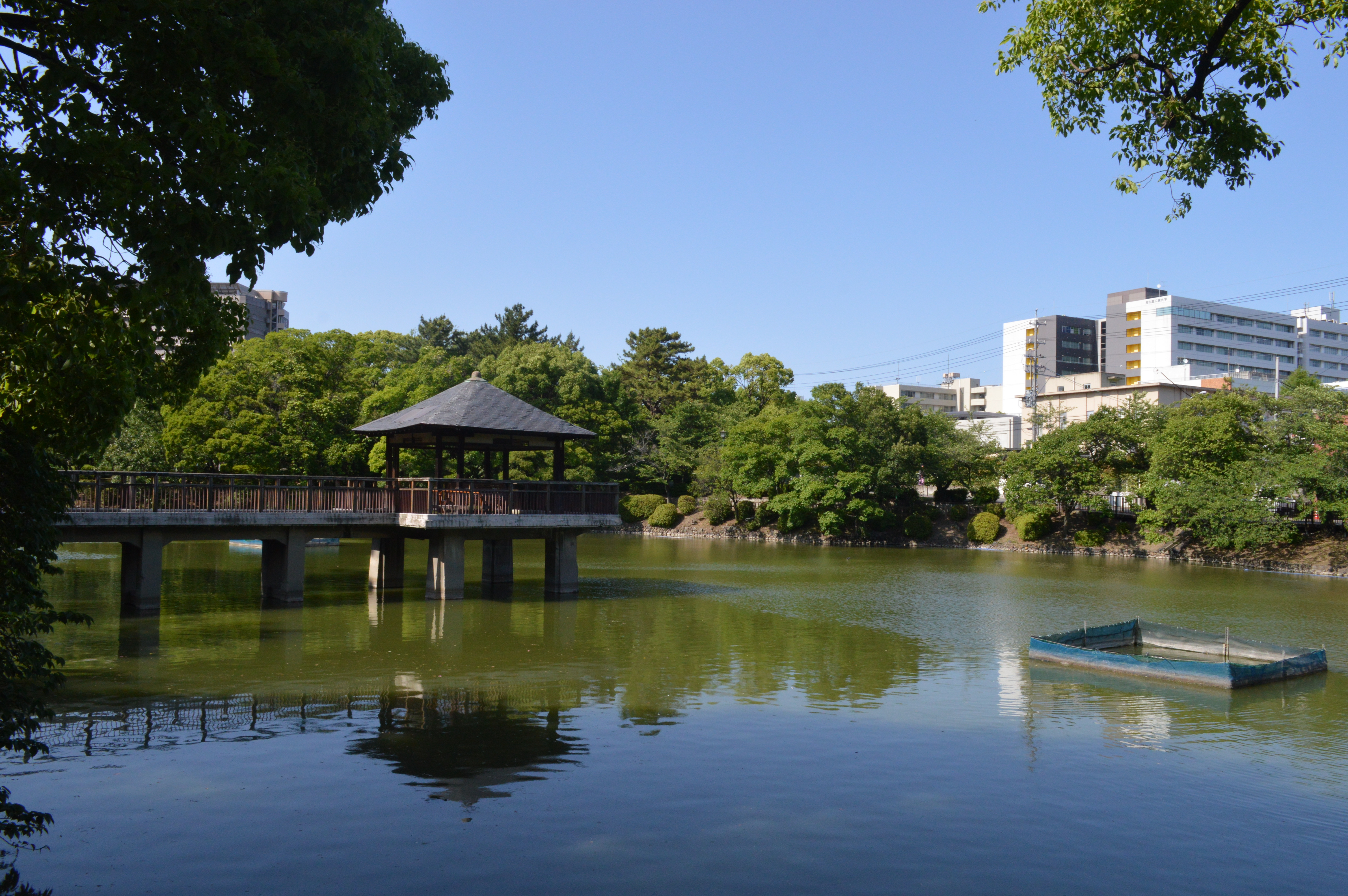
竜ケ池 （2017年（平成29年）6月）
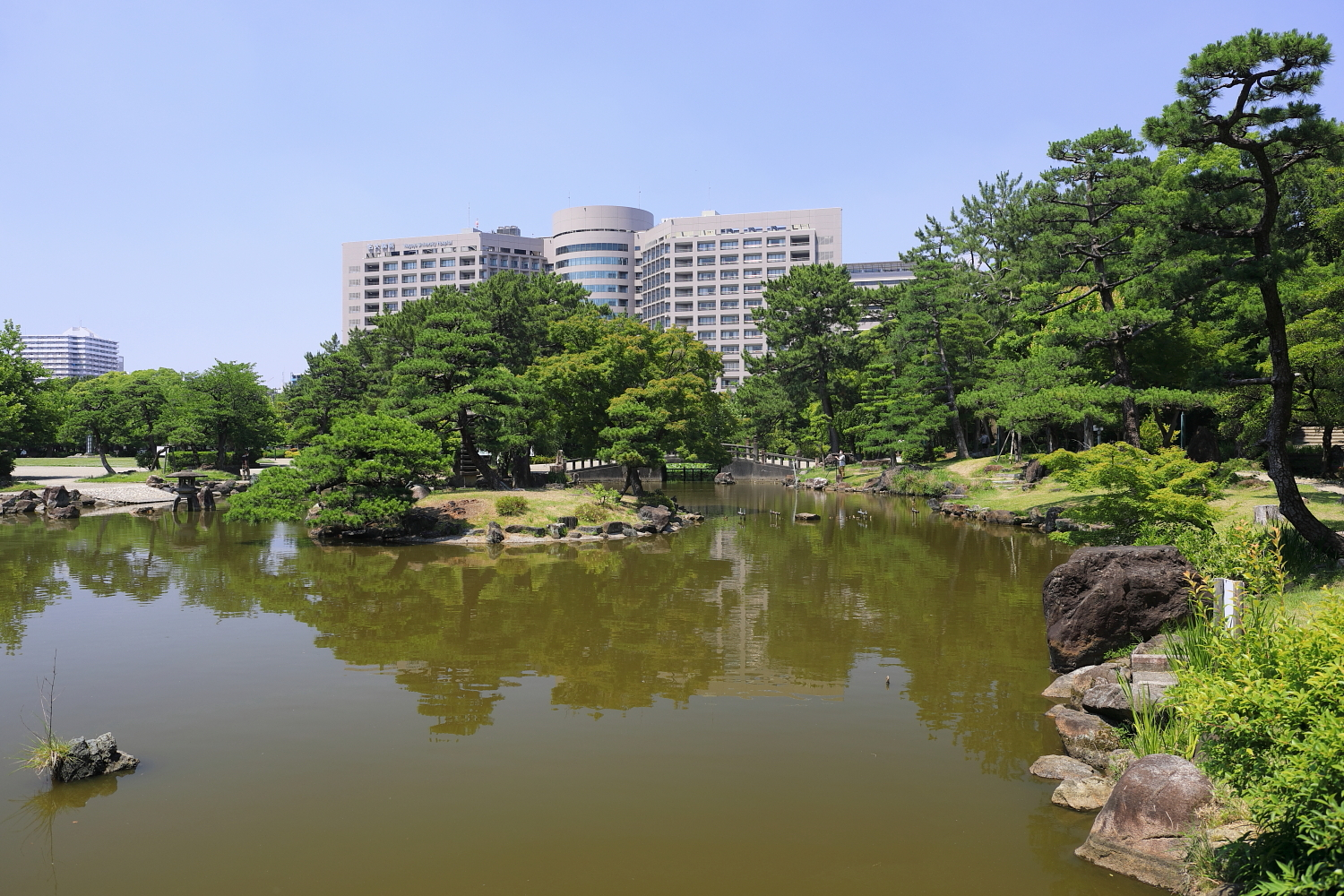
胡蝶ケ池 （2021年（令和3年）6月）
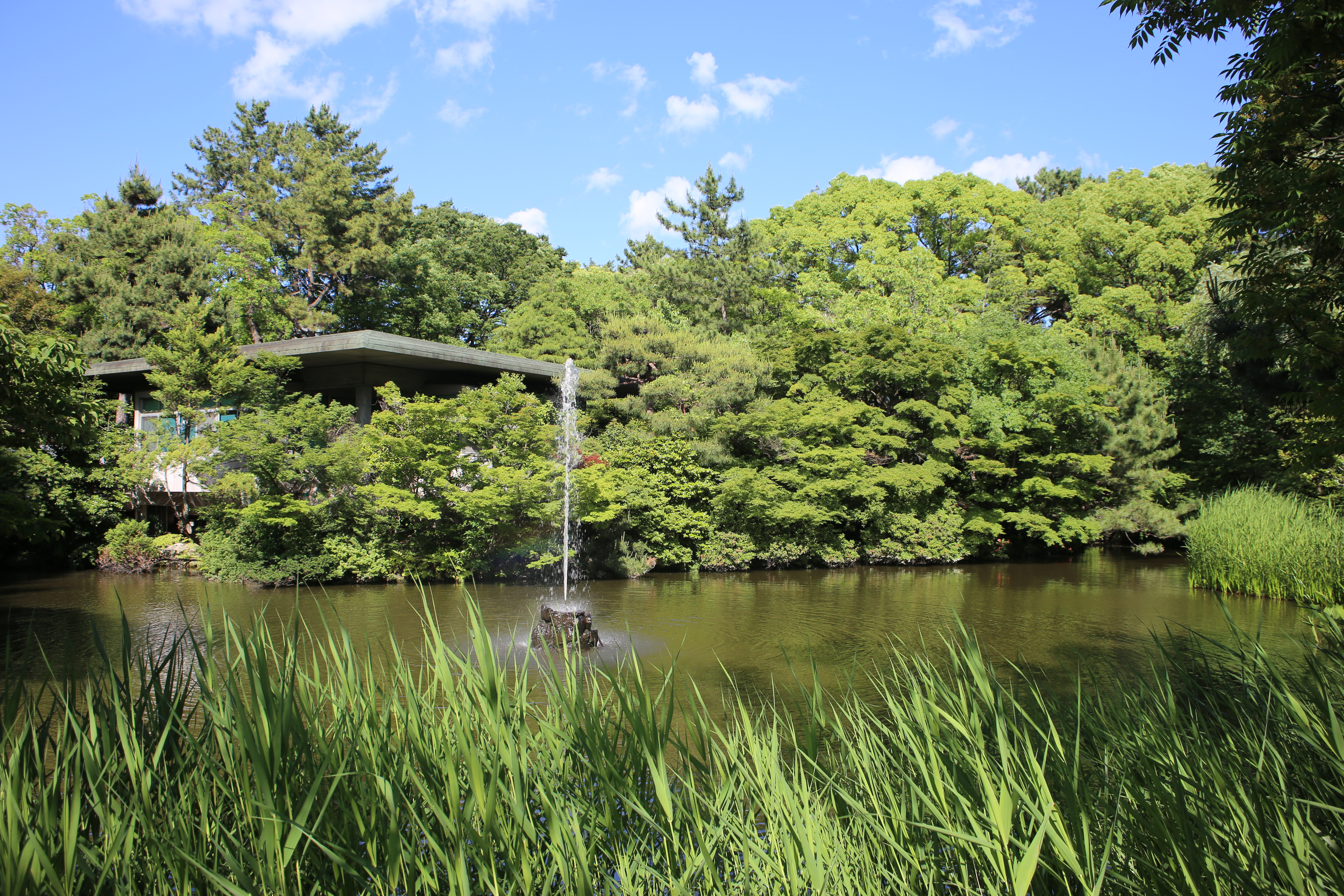
秋の池 （2017年（平成29年）5月）
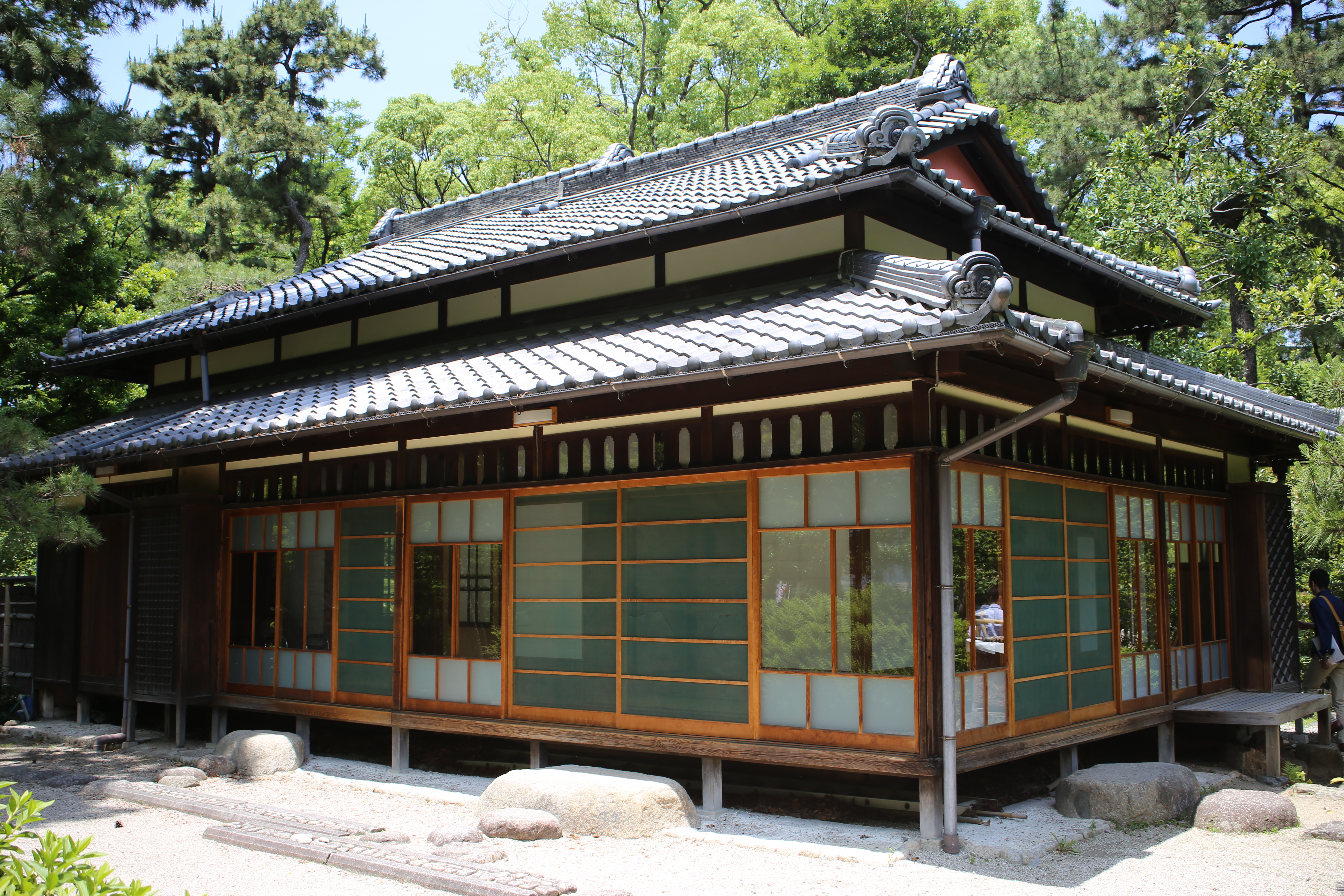
鶴々亭 （2017年（平成29年）6月）
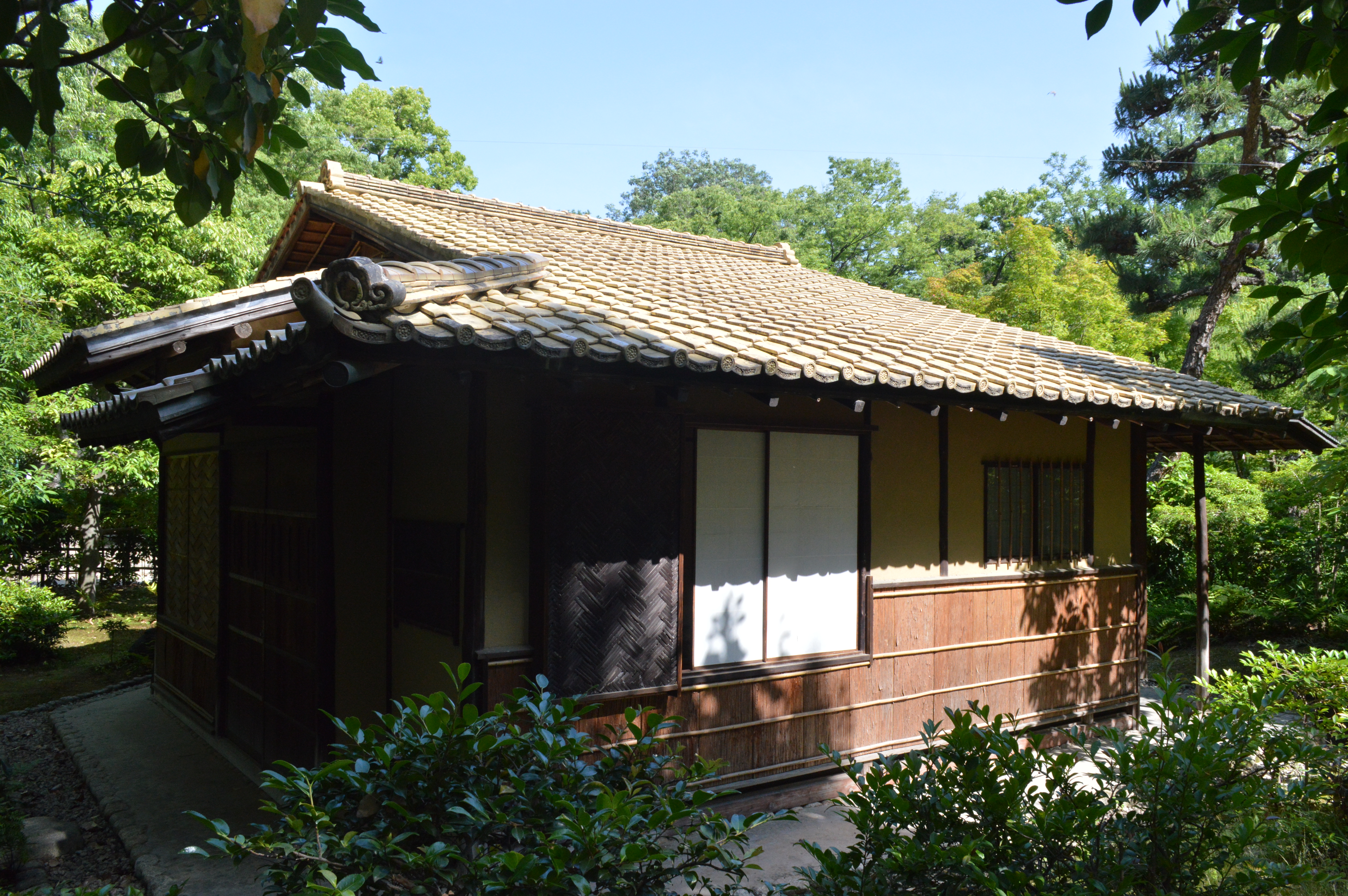
百華庵 （2017年（平成29年）6月）
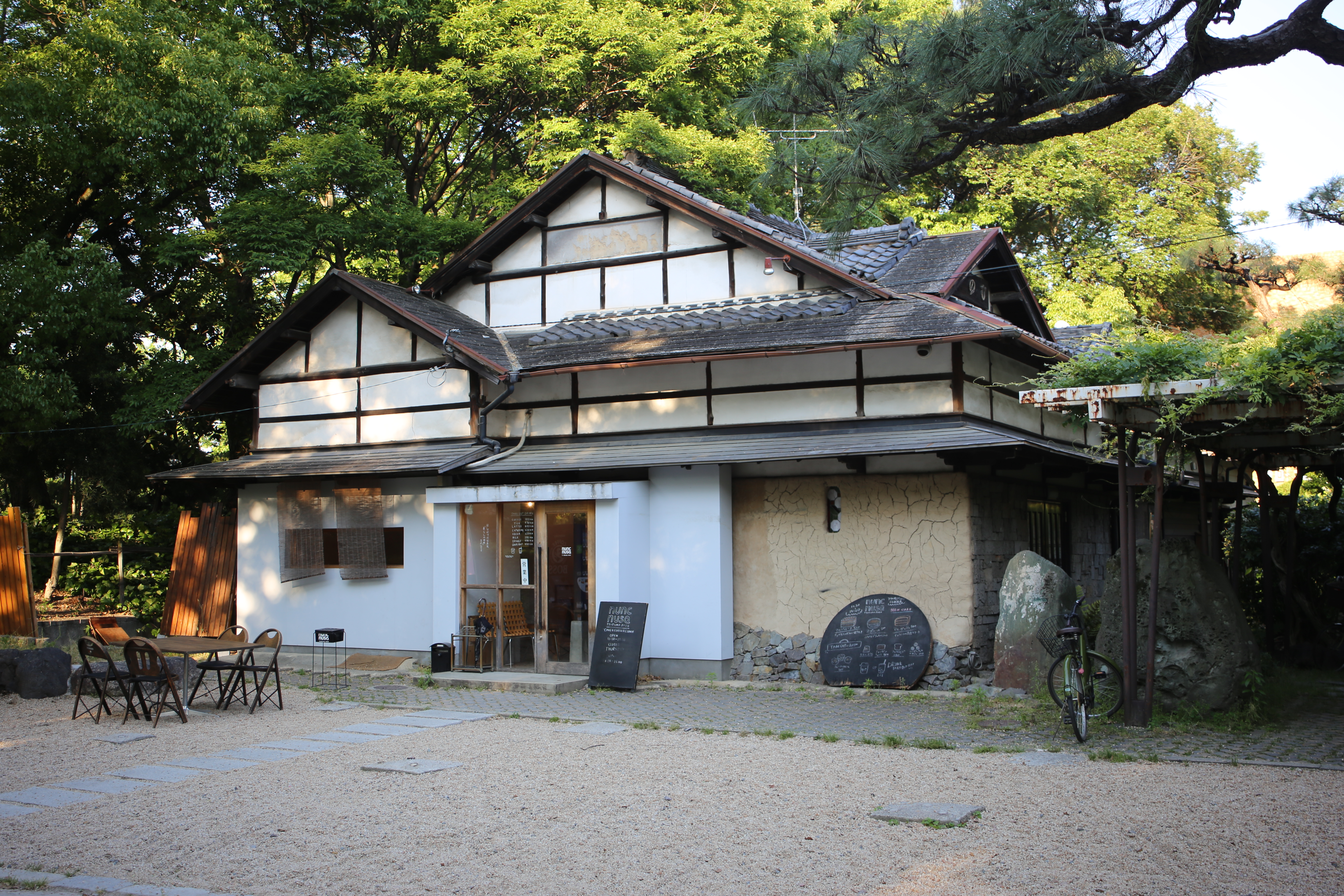
ヌンクヌスク鶴舞公園 （2017年（平成29年）5月）
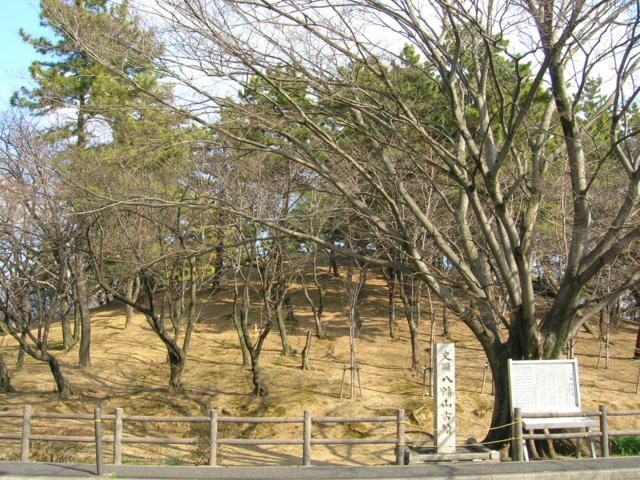
八幡山古墳 （2007年（平成19年）2月）
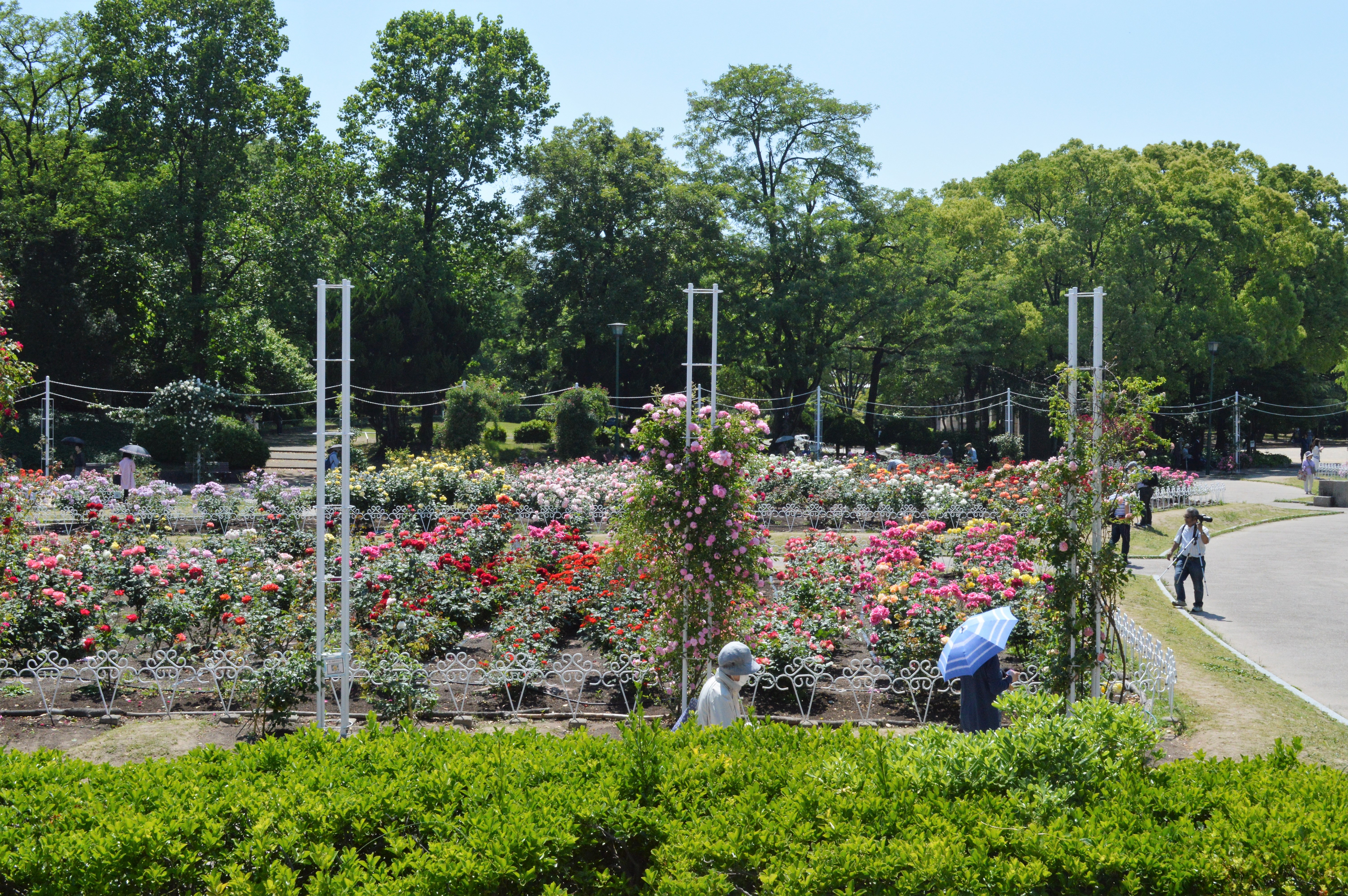
バラ園 （2017年（平成29年）5月）
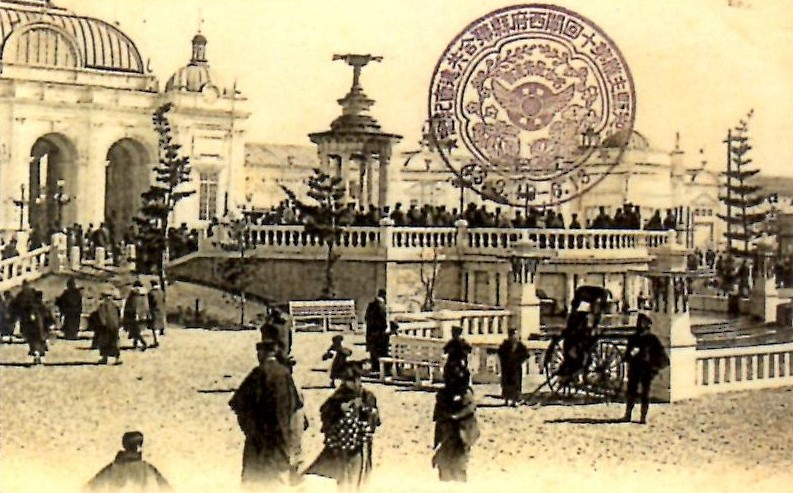
1910年（明治43年）に開催された「第10回関西府県連合共進会」。噴水塔。
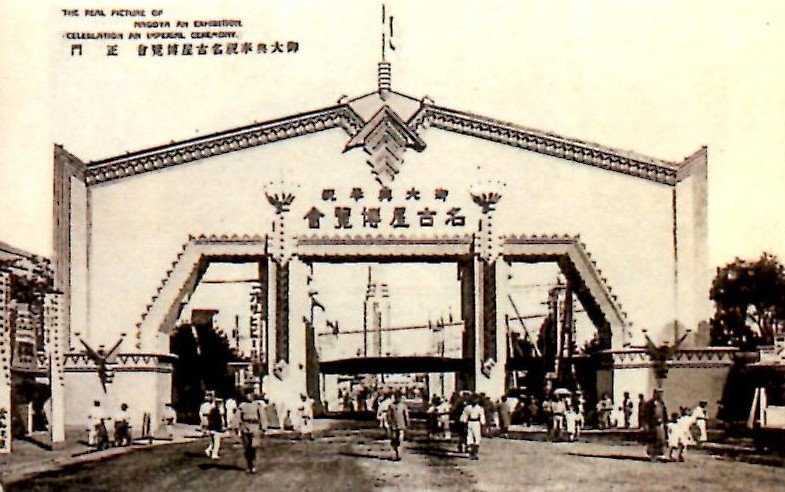
1928年（昭和3年）に開催された御大典奉祝名古屋博覧会。中央線西側にあった正門。
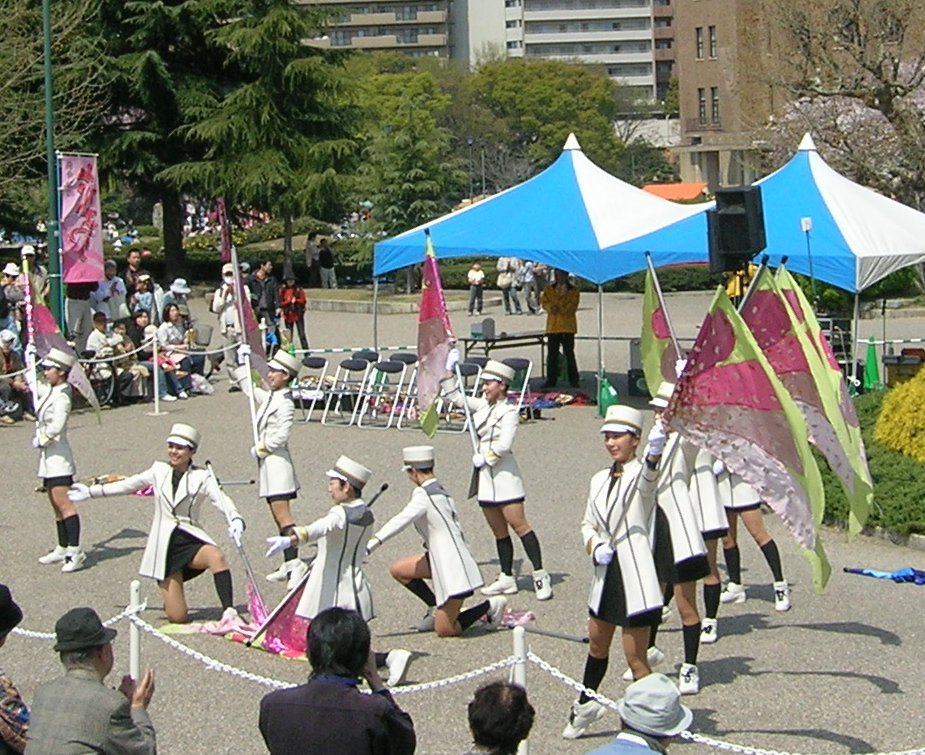
名古屋市消防音楽隊カラーガード　リリーエンゼルス （2008年（平成20年）4月）
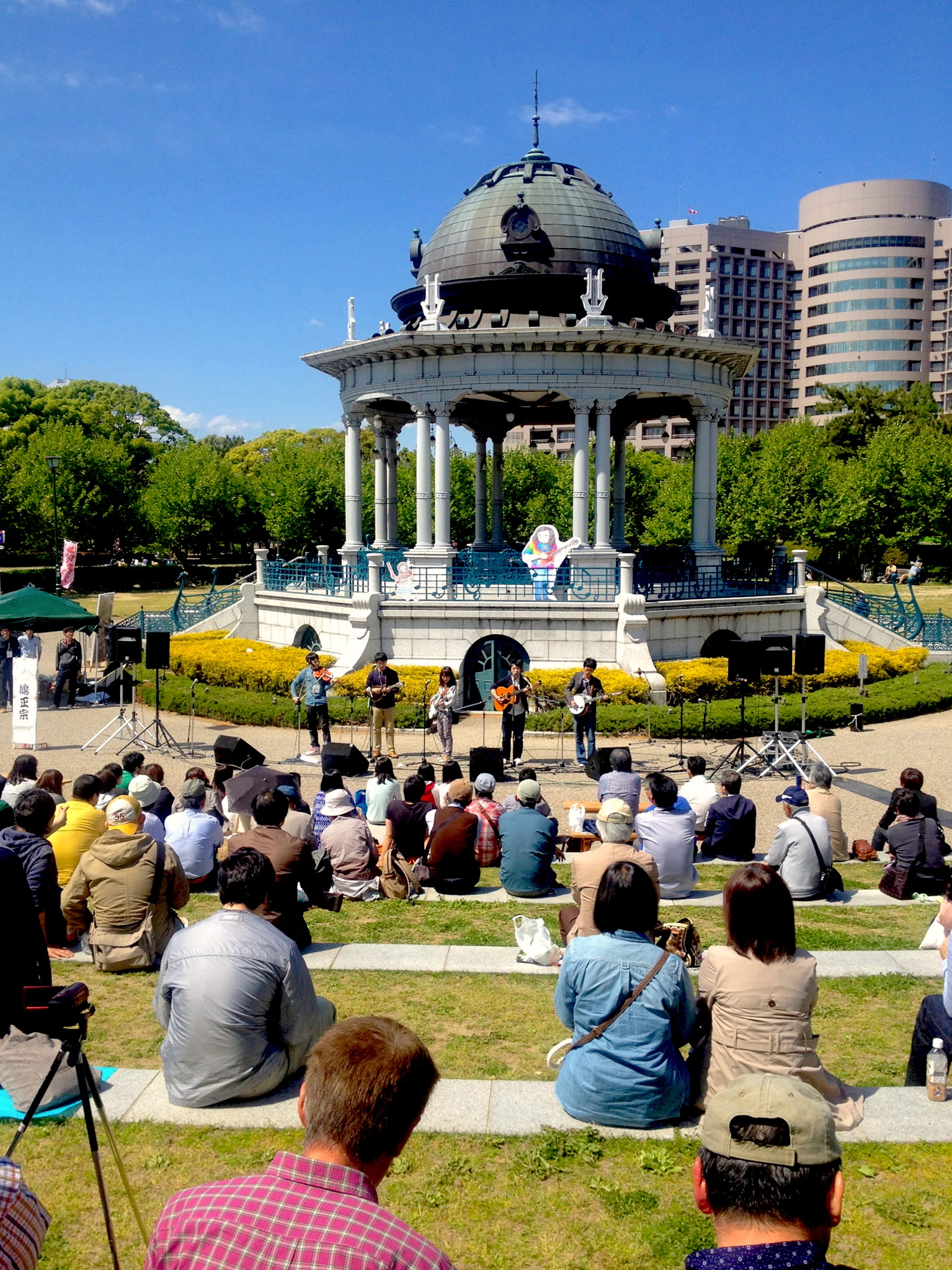
「ブルーグラス・ミュージック・フェスティバル 2013」の様子 （2013年（平成25年）5月）
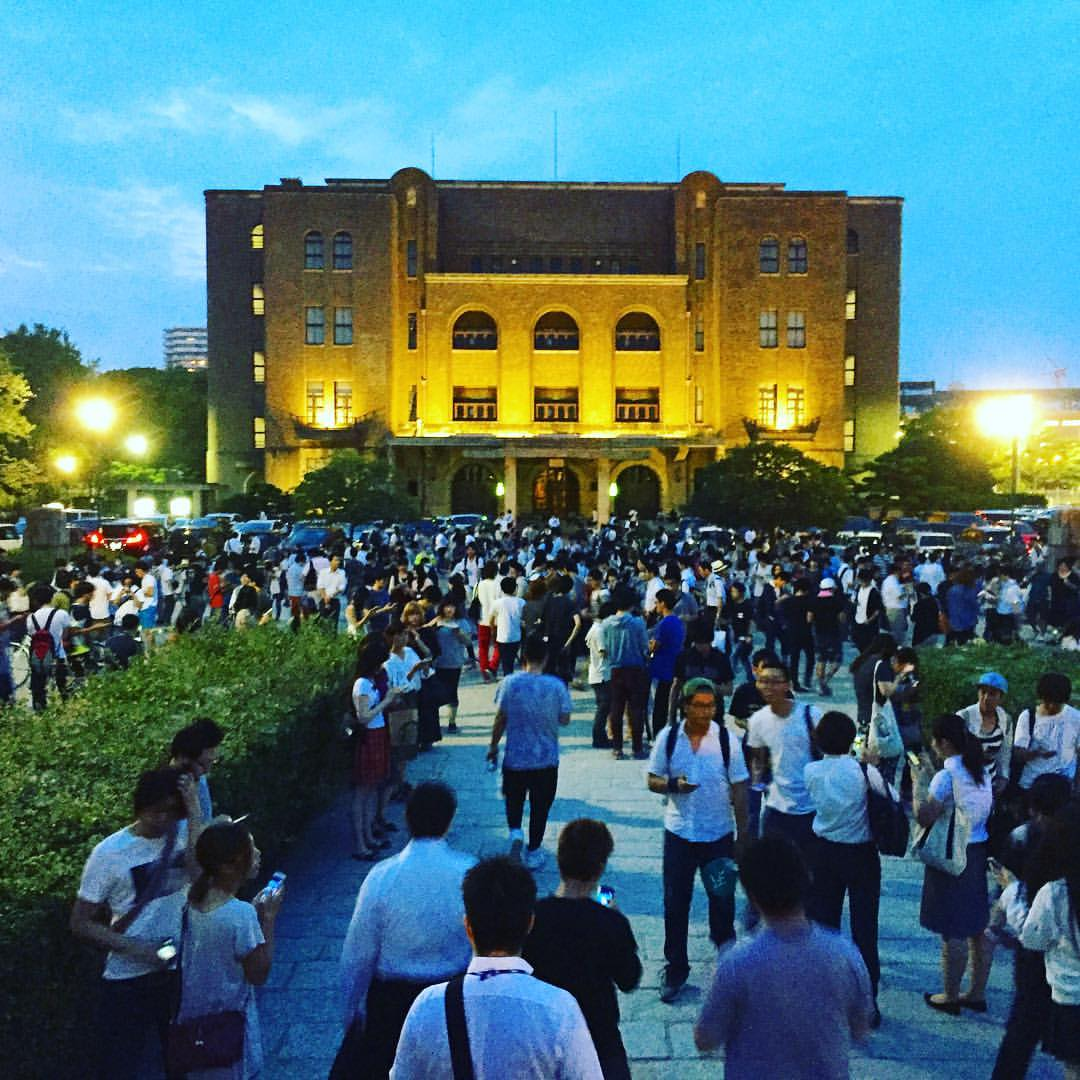
「ポケモンGO」により集まった人々 （2016年（平成28年）7月）
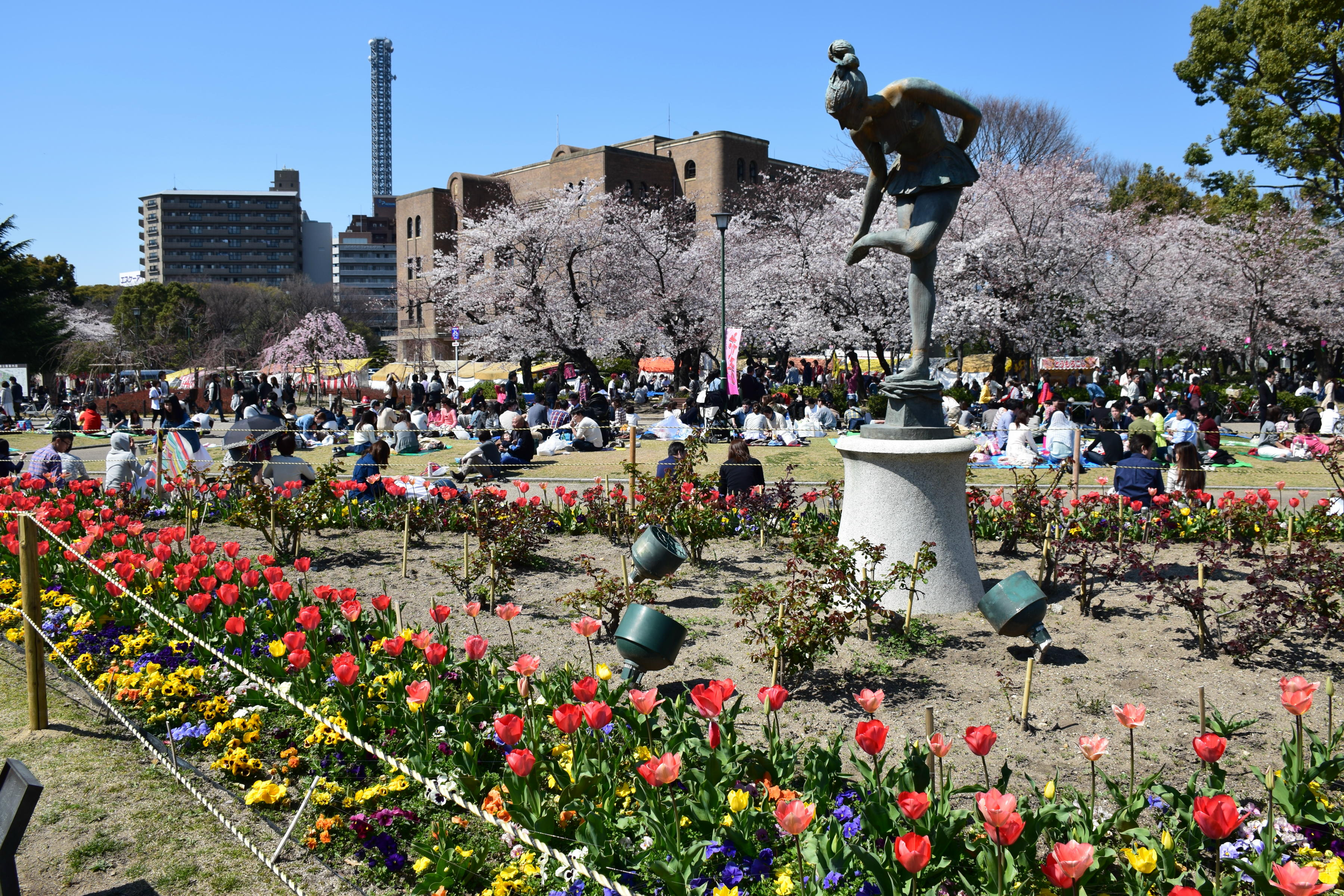
鶴舞公園花まつり （2015年（平成27年）3月）
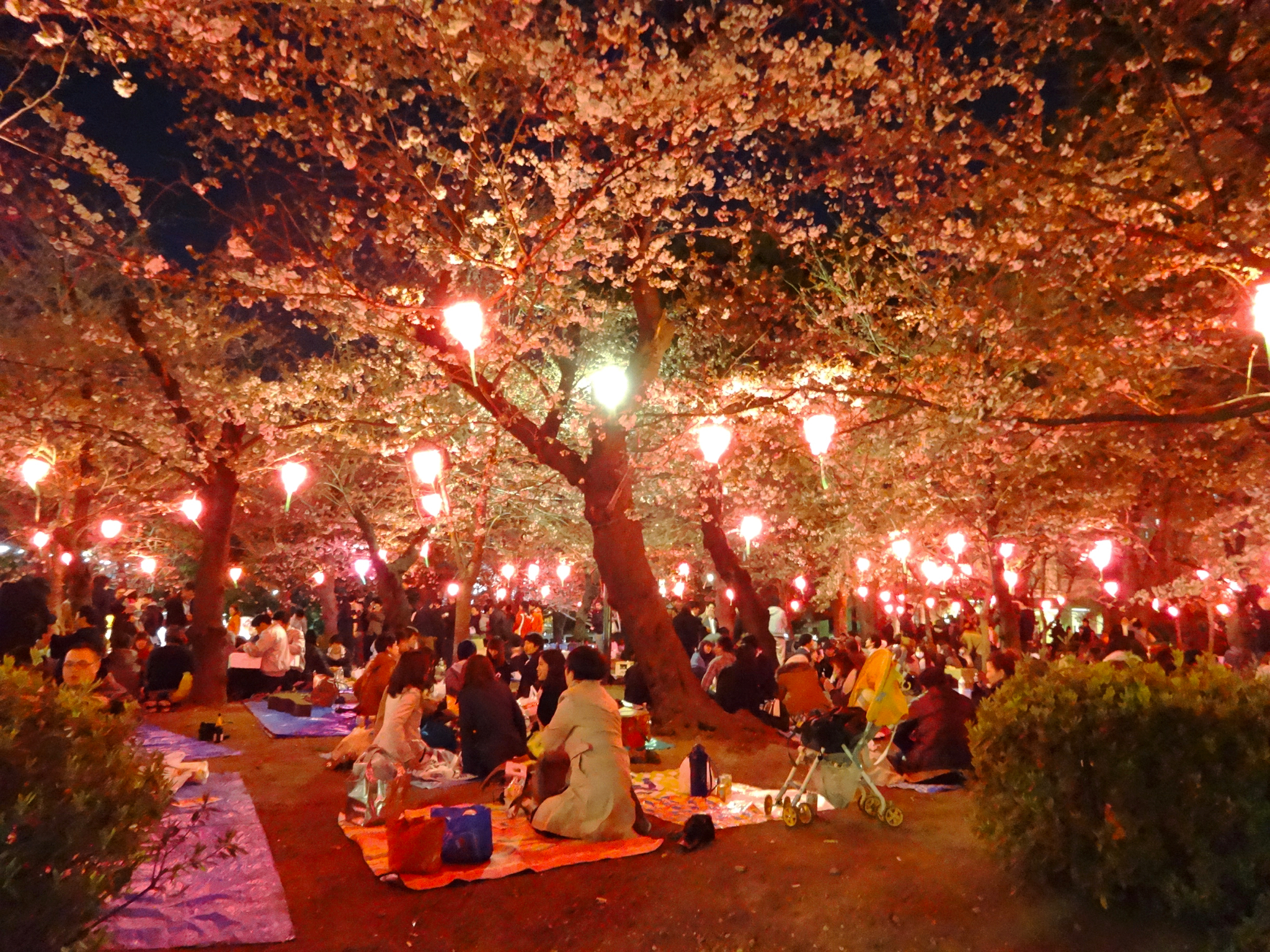
鶴舞公園花まつり （2016年（平成28年）3月）
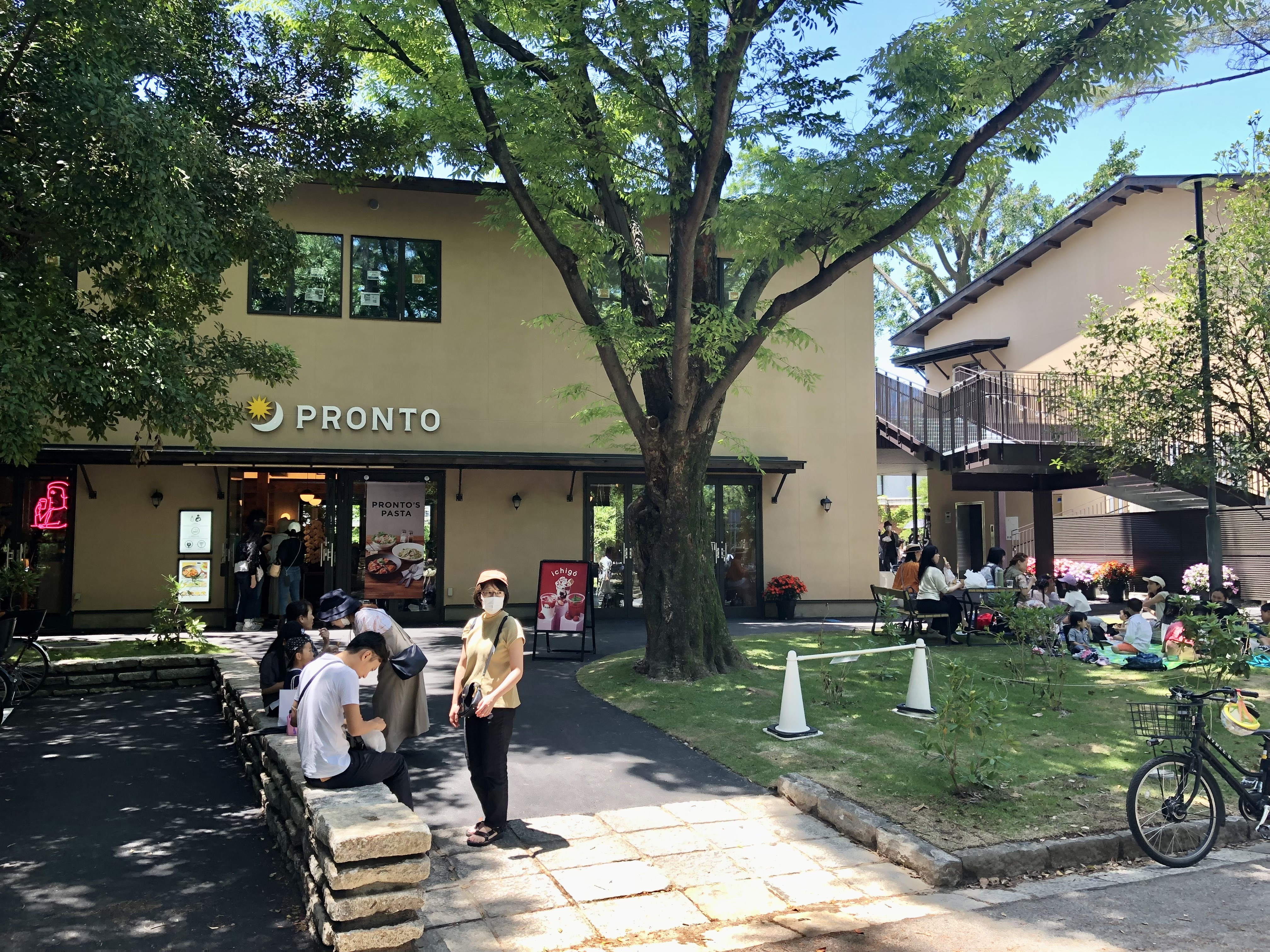
TSURUMA GARDEN （2023年（令和5年）6月）
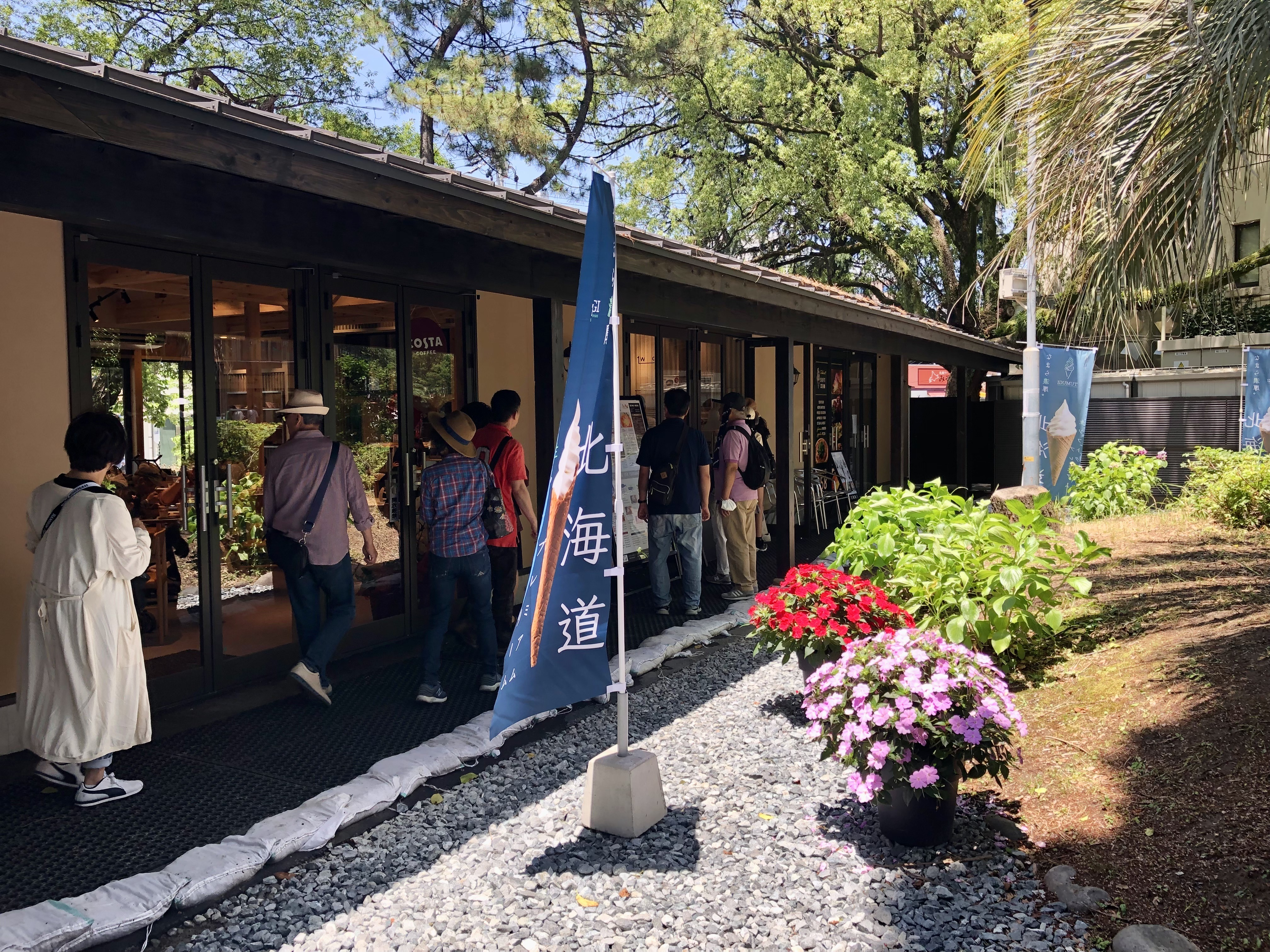
TSURUMA GARDEN （2023年（令和5年）6月）

## 祭り
- 花まつり - 4〜6月
- 納涼まつり - 7月下旬
- ムーンライトステージ - 10月

## アクセス

### 鉄道
- JR東海中央本線・名古屋市営地下鉄鶴舞線 - 鶴舞駅

### バス
- 名古屋市営バス - 鶴舞公園・鶴舞公園北口バス停

### 道路
- 名古屋高速2号東山線
  - 名古屋高速都心環状線方面からは吹上東出入口
  - 東名阪自動車道方面からは吹上西出入口
  - 伊勢湾岸自動車道方面からは高辻出入口

## 周辺の施設
- 名古屋工業大学
- 名古屋大学鶴舞キャンパス
- 名古屋大学医学部附属病院
- 名古屋市立鶴舞小学校
- 名古屋市立北山中学校

### WEB
1. ↑  “なごやマイタウン2016” (PDF).   名古屋市. 2016年10月19日閲覧。
2. 1 2 3 4  “鶴舞公園管理運営方針” (PDF).   名古屋市. 2022年3月26日閲覧。
3. ↑  “鶴舞公園整備運営事業提案候補者選定結果および認定した計画について”.   名古屋市. 2022年4月2日閲覧。
4. ↑  “御大典奉祝名古屋博覧会 - 名古屋商工会議所のあゆみ”.   名古屋商工会議所. 2017年6月11日閲覧。
5. ↑  “カフェ、レストランにスイーツ！ 東海初出店を含む14店舗がオープン　鶴舞公園がリニューアル”.   名古屋テレビ放送. 2023年5月28日閲覧。
6. 1 2  “市指定文化財”.   名古屋市 (2012年10月19日). 2013年5月25日閲覧。
7. 1 2  “名古屋市:都市景観重要建築物等指定物件”. 住宅都市局都市計画部都市景観室 (名古屋市). (2012年9月25日) 2012年11月25日閲覧。
8. 1 2  “認定地域建造物資産について”.   名古屋市. 2022年3月26日閲覧。
9. ↑  “登録地域建造物資産一覧” (PDF).   名古屋市. 2022年3月26日閲覧。

### 新聞
1. ↑  2012年8月28日付中日新聞夕刊11面（社会欄）「鶴舞公園 コスプレ新聖地」より。2013年度のコスプレ撮影会は、2012年度の回数をはるかに超え、ほぼ毎週末、コスプレイヤー達が集まる一大名所となっている。
2. ↑  上から見るとモンスターボール? 名古屋の公園が聖地に - 2016年7月24日付朝日新聞デジタル
3. 1 2 3  “「鶴舞」つるま?つるまい? 呼称の由来探るシンポ検討”. 中日新聞. (2017年3月16日) 2017年3月17日閲覧。
4. 1 2 3  “鶴舞公園100年スケッチ 16 ベビーゴルフ場” (日本語). 中日新聞. (2009年10月7日){{cite news}}:  CS1メンテナンス: ref=harv (カテゴリ)
5. 1 2 3  “3000万円の投資 9日公開 潤いの街へ ブロンズ像” (日本語). 中部読売新聞. (1986年4月2日){{cite news}}:  CS1メンテナンス: ref=harv (カテゴリ)

### 書籍
1. ↑  博士が設計、改造に携わった全国各地の公園・久喜市
2. ↑  公園の歴史
3. 1 2 3 4 5 6 7 8 9  “名古屋の幻の富士山浪越山盛衰記”.   名古屋市鶴舞中央図書館. 2022年2月12日閲覧。
4. 1 2  池田誠一 (2012年4月10日). “なごや街角今昔【6】大須…ミスマッチの魅力”.   一般社団法人日本電気協会中部支部. 2022年2月22日閲覧。
5. ↑  “鶴舞公園は3つの聖地　コスプレ・ポケGO・ラジオ体操　ナゴヤのトリセツ - 日本経済新聞”. 2024年10月15日閲覧。
6. ↑  名古屋の公園100年のあゆみ編集委員会 2010, p. 168.
7. ↑  “名古屋市スポーツレクリエーションシステム/野球場/鶴舞公園”.   名古屋市. 2022年4月2日閲覧。
8. ↑  “名古屋市スポーツレクリエーションシステム/テニスコート/鶴舞公園”.   名古屋市. 2022年4月2日閲覧。
9. ↑  “しょうわん　昭和区情報ページ”. 2022年4月2日閲覧。

#### ラジオ
1. ↑  CBCラジオ『つボイノリオの聞けば聞くほど』2023年6月26日放送分